# Force aérienne de la république du Congo
Ne doit pas être confondu avec Force aérienne de la république démocratique du Congo.
La Force aérienne congolaise (FAC) est la composante aérienne des forces armées de la république du Congo.

## Bases aériennes
Il y a deux bases aériennes :[réf. nécessaire]
- La base aérienne 01 de Brazzaville est située sur la plate-forme de l'aéroport international Maya-Maya. Elle abrite la plupart de tous les aéronefs de la force aérienne, elle se situe sur le flanc nord de l'aéroport où un grand parking a été aménagé à côté des parkings chasses et hélicoptères.
- La base aérienne 02 de Pointe-Noire est située sur l'aéroport international Agostinho-Neto de la ville de Pointe-Noire.

## Équipements

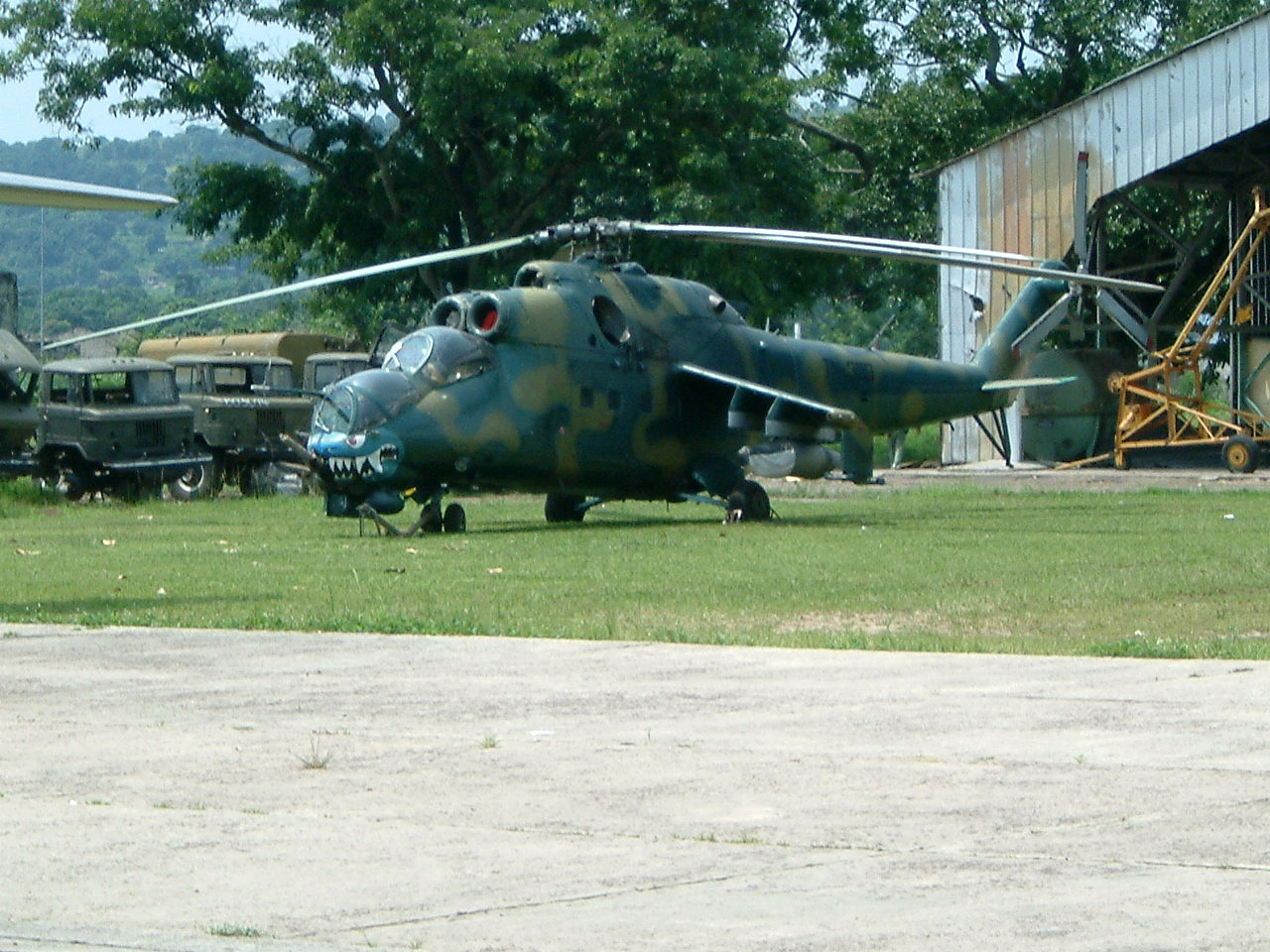
Mi-24 congolais à Brazzaville en 2005.

En 2023, les appareils en service sont :
| Aéronefs           | Origine          | Type                                        | En service      | Versions        | Notes                                                                     |
| Avion de chasse    | Avion de chasse  | Avion de chasse                             | Avion de chasse | Avion de chasse | Avion de chasse                                                           |
| ------------------ | ---------------- | ------------------------------------------- | --------------- | --------------- | ------------------------------------------------------------------------- |
| Dassault Mirage F1 | France           | Avion d'attaque au sol et de reconnaissance | 3               | F-1AZ           |                                                                           |
| Avion de transport |                  |                                             |                 |                 |                                                                           |
| Antonov An-24      | Union soviétique | Avion de transport                          | 2               |                 |                                                                           |
| Antonov An-32      | Union soviétique | Avion de transport                          | 1               |                 |                                                                           |
| CASA CN-235        | Union européenne | Avion de transport                          | 1               | CN235M-100      | Ancien appareil des Forces aériennes du Botswana Immatriculation : TN-228 |
| Hélicoptère        |                  |                                             |                 |                 |                                                                           |
| Mil Mi-24          | Union soviétique | Hélicoptère de combat                       | 2               | Mi-35P          | en service                                                                |
| Mil Mi-8           | Union soviétique | Hélicoptère de transport                    | 3               |                 | en service                                                                |